# Jim Pirri
James Pirri, noto anche con lo pseudonimo di Jim (Lakewood, 4 settembre 1964), è un doppiatore e attore statunitense.

## Biografia
Figlio di un linguista, è cresciuto in Italia, parlando fluentemente la lingua italiana.

## Carriera
È conosciuto come doppiatore di tantissimi videogiochi e prodotti animati.
Come attore, è stato nel cast principale della serie TV Hollywood - La valle delle bambole, oltre che guest star in tante serie televisive.

## Filmografia parziale

### Televisione
- Ragionevoli dubbi (Reasonable Doubts) - serie TV, 8 episodi (1992-1993)
- Beverly Hills 90210 - serie TV, episodio 2x20 (1992)
- Hollywood - La valle delle bambole (Valley of the Dolls) - serie TV, 65 episodi (1994)
- La signora in giallo (Murder, She Wrote) - serie TV, episodio 11x13 (1996)
- 8 sotto un tetto (Family Matters) - serie TV, episodio 7x23 (1996)
- Union Square - serie TV, 15 episodi (1997-2000)
- Friends - serie TV, episodio 3x15 (1997)
- The Practice - Professione avvocati (The Practice) - serie TV, episodio 4x21 (2000)
- Providence - serie TV, 4 episodi (2001)
- NCIS - Unità anticrimine (NCIS) - serie TV, episodio 1x05 (2003)
- Streghe (Charmed) - serie TV, episodio 6x21 (2001)
- Alias - serie TV, episodio 4x05 (2005)
- CSI: NY - serie TV, episodio 1x14 (2005)
- Zoey 101 - serie TV, episodio 2x04 (2005)
- Senza traccia (Without a Trace) - serie TV, episodio 4x13 (2006)
- Chuck - serie TV, episodio 1x01 (2007)
- The O.C. - serie TV, episodio 4x16 (2007)
- iCarly - serie TV, episodio 2x05 (2008)
- CSI: Miami - serie TV, episodio 7x15 (2009)
- Victorious - serie TV, 7 episodi (2010-2012)
- A tutto ritmo (Shake It Up) - serie TV, 3 episodi (2011)
- CSI - Scena del crimine (CSI: Crime Scene Investigation) - serie TV, episodio 11x12 (2011)
- NCIS: Los Angeles - serie TV, episodio 5x11 (2014)
- Major Crimes - serie TV, episodio 4x06 (2015)
- Bones - serie TV, episodio 11x20 (2016)
- Lethal Weapon - serie TV, episodio 1x12 (2017)

### Doppiaggio
- World of Warcraft - videogioco, voce di Cap. Krazz, Halazzi e Arygos (2004)
- L.A. Noire - videogioco, voce di Carlo Arquero (2011)
- Lost Planet 3 - videogioco, voce del Col. Caleb Isenberg (2013)
- Dying Light - videogioco, voce di Rais (2015)
- Heroes of the Storm - videogioco, voce di Raven Lord (2015)
- Mirror's Edge Catalyst - videogioco, voce di Noah (2016)
- Battlefield 1 - videogioco, voce di Old Luca Vincenzo Cocciola (2016)
- Call of Duty: Infinite Warfare - videogioco, voce di Akeel Min Rah (2016)
- Injustice 2 - videogioco, voce di Mr. Freeze (2017)
- Knack II - videogioco, voce di Rothari (2017)
- La Terra di Mezzo: L'ombra della guerra (Middle-earth: Shadow of War) - videogioco, voci varie (2017)
- Wolfenstein II: The New Colossus - videogioco, voce di John Anderson (2017)
- Red Dead Redemption II - videogioco, voce di Angelo Bronte (2018)
- Love, Death & Robots - serie animata, episodio 1x10 (2019) - voce del Sergente Maggiore
- Days Gone - videogioco, voce di William Gray (2019)
- Luca - film animato, regia di Enrico Casarosa (2021) - voce del Sig. Branzino
- God of War Ragnarök - videogioco, voce di Birgir (2022)
- Dead Space - videogioco, voce del Cap. Benjamin Mathius (2023)
- Spider-Man 2 - videogioco, voce di Sergie Kravinoff (2023)
- Suicide Squad: Kill the Justice League  - videogioco, voce di Rick Flag (2024)
- Batman: Arkham Shadow  - videogioco, voce di Lamas, Graves e Spangler (2024)
- Call of Duty: Black Ops 6  - videogioco, voce di Gabriel Armato (2024)

## Doppiatori italiani
Nelle versioni in italiano delle opere in cui ha recitato, Jim Pirri è stato doppiato da:
- Davide Marzi in CSI - Scena del crimine, Bones
- Andrea Ward ne La signora in giallo
- Christian Iansante in NCIS - Unità anticrimine
- Roberto Pedicini in Streghe
- Fabrizio Pucci in Alias
- Raffaele Palmieri in Chuck
- Sergio Lucchetti in The O.C.
- Saverio Indrio in CSI: Miami
- Marcello Cortese in Victorious
- Paolo Marchese in NCIS: Los Angeles
- Francesco Bulckaen in Major Crimes

Da doppiatore è stato sostituito da:
- Michele Radice in World of Warcraft (come Krazz)
- Claudio Colombo in World of Warcraft (come Arygos)
- Gaetano Varcasia in Lost Planet 3
- Claudio Moneta in Dying Light
- Luca Semeraro in Heroes of the Storm
- Luca Ghignone in Mirror's Edge Catalyst
- Andrea De Nisco in Call of Duty: Infinite Warfare
- Antonio Angrisano in Knack 2
- Gianni Quillico in Injustice 2
- Mauro Gravina in Love, Death & Robots
- Matteo Brusamonti in Days Gone
- Luca Josi in Luca
- Gianluca Tusco in God of War Ragnarök
- Gabriele Duma in Dead Space
- Luca Ghignone in Spider-Man 2
- Stefano Sfondrini in Suicide Squad: Kill the Justice League
- Andrea Guido Failla in Batman: Arkham Shadow
- Marco Pagani in Call of Duty: Black Ops 6